# Бир ле Сек
Бир ле Сек (фр. Buire-le-Sec) насеље је и општина у североисточној Француској у региону Север-Па д Кале, у департману Па де Кале која припада префектури Montreuil.
По подацима из 2011. године у општини је живело 796 становника, а густина насељености је износила 59,58 становника/km². Општина се простире на површини од 13,36 km². Налази се на средњој надморској висини од 80 метара (максималној 93 m, а минималној 38 m).

## Демографија
| 1962. | 1968. | 1975. | 1982. | 1990. | 1999. | 2011. |
| ----- | ----- | ----- | ----- | ----- | ----- | ----- |
| 565   | 604   | 543   | 551   | 663   | 788   | 796   |

График промене броја становника у току последњих година